# جاي إتش أبتون
جاي إتش أبتون (بالإنجليزية: Jay H. Upton)‏ هو محامي أمريكي، ولد في 28 أبريل 1879 في كولفاكس في الولايات المتحدة، وتوفي في 30 ديسمبر 1938 في بورتلاند في الولايات المتحدة بسبب حادث مرور.